# Helmut Fuchs (Trompeter)
Helmut Fuchs (* 1984 in Oberndorf bei Salzburg) ist ein österreichischer Trompeter und seit 2016 Solotrompeter der Sächsischen Staatskapelle Dresden.

## Leben
Seinen ersten Trompetenunterricht erhielt Helmut Fuchs im Alter von sechs Jahren bei Martin Mühlfellner im Musikschulwerk Salzburg. Im Alter von 17 Jahren wechselte er 2001 zu Igor Oder. Auch während seiner Zeit bei der Militärmusik Salzburg 2003/2004 wurde er von Oder unterrichtet. Anschließend begann er seine Studien in Konzertfach sowie Instrumentalpädagogik Trompete, zunächst bei Gottfried Menth am Mozarteum Salzburg, ab 2005 bei Josef Pomberger an der Universität für Musik und darstellende Kunst Wien. 2012 bzw. 2013 schloss er beide Studien mit Auszeichnung ab.
Seit Beginn seines Studiums substituiert er in renommierten europäischen Orchestern (u. a. Berliner Philharmoniker, Orchester der Wiener Staatsoper, Wiener Philharmoniker, Staatsphilharmonie Nürnberg, Tonkünstler-Orchester Niederösterreich, Wiener Symphoniker, Bruckner Orchester Linz, Mozarteumorchester Salzburg, Orchestre Philharmonique de Monte-Carlo).
Im Jahr 2014 wurde Fuchs Trompeter an der Oper Nizza, 2016 schließlich Solotrompeter der Sächsischen Staatskapelle Dresden. Von 2018 bis 2020 lehrte er als Professor für Trompete an der Hochschule für Musik Carl Maria von Weber Dresden und seit 2024 als Gastprofessor an der Musikhochschule Lübeck. Außerdem ist er Gründungsmitglied der Blechbläserensembles The Philharmonic Brass und phil Blech Wien.
Größere Bekanntheit erlangte Fuchs durch virtuose Auftritte im Rahmen der ZDF-Adventskonzerte aus Dresden 2017 und 2023.
Fuchs hält weltweit Meisterklassen ab.

## Diskografie
- 2020: 150 Jahre Oskar Böhme / Dresden – Sankt Petersburg
- 2021: The Concerto Session[5]
- 2022: erstanden – Werke für Trompete und Klavier
- 2025: Von Wien nach Dresden – Musik für Trompete & Klavier